# マー -サイコパスの狂気の地下室-
『マー -サイコパスの狂気の地下室-』（原題:Ma）は2019年に公開されたアメリカ合衆国のスリラー映画である。監督はテイト・テイラー、主演はオクタヴィア・スペンサーが務めた。本作は日本国内で劇場公開されなかったが、2020年8月5日にDVDが発売された。

## ストーリー
夫と離婚することになったため、エリカ・トンプソンは娘のマギーを連れて故郷であるオハイオ州に移住することにした。マギーは新しい学校にあっという間に馴染み、友人（アンディ・ホーキンス、ハーレイ、チャズ、ダレル）もできた。5人は酒を飲むことにしたが、未成年のために酒を購入することができなかった。結局、5人は近所に住むスー・アン・エリントンの協力を得て酒を調達した。別れ際、スー・アンはアンディの乗っている車に警備会社のロゴが入っていることに気が付き、5人に関する情報をネットで集め始めた。ほどなくして、スー・アンは5人が酒を飲んでいた事実を警察に密告したが、5人はアンディの父親（ベン）の力でお咎めなしとなった。ベンは元警察官であり、警察に顔が利いたのである。翌日、スー・アンは地元の高校生にこっそり酒を振る舞った。その事実は高校生たちの間で一気に広まり、スー・アンは高校生たちの人気者になった。
当初、5人はスー・アンを良き理解者だと思っていたが、彼女が自分たちと行動を共にしようとするのが徐々に鬱陶しく思えてきた。そんな折、ベンはスー・アンをディナーに招き「自分の息子に近寄るな」と警告した。ベンはアンディの車に追跡装置を仕掛けており、スー・アンがアンディに酒を飲ませていたことを把握していたのである。
スー・アンが5人に執着するのには理由があった。スー・アンはベンと高校で同級生だったのである。ベンを好きになったスー・アンは彼に誘われるがまま、クローゼットの中で淫らな行為をした。ところが、スー・アンが相手をしたのは全くの別人であった。ベンはその様子を友人たちと一緒に笑いながら見ていたのである。その一団の中にはエリカやベンの現在の恋人（メルセデス）の姿もあった。
かつて自分を辱めたベンやエリカの姿を見たばかりに、スー・アンは情緒不安定に陥った。しかも、最悪なことに、スー・アンはジョギング中のメルセデスに遭遇してしまった。感情をコントロールできなくなったスー・アンは勢いで彼女を車で轢き殺し、完全に正気を失った。最早、スー・アンの頭の中にあるのはベンやエリカに復讐することだけであった。彼女は2人を釣り出すための囮として、マギーとアンディを利用することにした。

## キャスト
※括弧内は日本語吹替
- オクタヴィア・スペンサー（桜井ひとみ） - スー・アン・エリントン
  - キアナ・シモーヌ・トンプソン - 高校生の頃のスー・アン
- ダイアナ・シルヴァーズ（武田華） - マギー・トンプソン
- ジュリエット・ルイス（浅野まゆみ） - エリカ・トンプソン
  - スカイラー・ジョイ - 高校生の頃のエリカ
- ルーク・エヴァンズ（藤沼建人） - ベン・ホーキンス
  - アンドリュー・マシュー・ウェルチ - 高校生の頃のベン
- ミッシー・パイル - メルセデス
  - ニコール・カーペンター - 高校生の頃のメルセデス
- マッケイリー・ミラー - ヘイリー（笹本菜津枝）
- コーリー・フォーゲルマニス - アンディ・ホーキンス（荘司勝也）
- ジャンニ・パオロ - チャズ（中西正樹）
- ダンテ・ブラウン - ダレル（平井貴大）
- アリソン・ジャネイ - ブラウン医師
- テイト・テイラー - グレインジャー（石黒史剛）

## 製作
テイト・テイラー監督がジェイソン・ブラムに「何か大きな仕事をやってみたい」と言ったところ、ブラムは本作の脚本をテイラーに渡した。当初、本作の主人公は白人女性であったが、テイラーは長年の友人であるオクタヴィア・スペンサーを起用することにした。スペンサーは「同じような役柄ばかりオファーされる。ときには主演を務めてみたい」と愚痴をこぼしたことがあり、テイラーがそれを覚えていたのである。テイラーから「ホラー映画の主演に貴方を起用したい」と言われ、スペンサーは即座にその申し出を承諾した。
スコッティ・ランデスは「主人公を観客の誰一人として共感できないようなモンスターにしたい」という意図から、主人公の出自を一切設定していなかった。しかし、テイラーは「それでは却って不自然に映るのではないか」と考え、主人公の出自を設定することにした。
本作の主要撮影は2018年2月にミシシッピ州で始まり、同年3月に終了した。
2019年1月30日、グレゴリー・トリッピが本作で使用される楽曲を手掛けることになったと報じられた。5月24日、バック・ロット・ミュージックが本作のサウンドトラックを発売した。

## マーケティング・興行収入
2019年2月13日、本作のオフィシャル・トレイラーが公開された。
本作は『ゴジラ キング・オブ・モンスターズ』及び『ロケットマン』と同じ週に公開され、公開初週末に1700万ドル前後を稼ぎ出すと予想されていたが、その予想は的中した。2019年5月31日、本作は全米2808館で公開され、公開初週末に1809万ドルを稼ぎ出し、週末興行収入ランキング初登場4位となった。

## 評価
本作に対する批評家からの評価は平凡なものに留まっている。映画批評集積サイトのRotten Tomatoesには128件のレビューがあり、批評家支持率は61%、平均点は10点満点で5.76点となっている。サイト側による批評家の見解の要約は「オクタヴィア・スペンサーの名演のお陰で、『マー -サイコパスの狂気の地下室-』に存在する多数の欠点は乗り越えられている。しかし、緩急の付け方のぎこちなさと不自然なストーリーのために、とてつもないポテンシャルを秘めていたにも拘わらず、それを十分に活かせなかった。」となっている。また、Metacriticには34件のレビューがあり、加重平均値は53/100となっている。なお、本作のCinemaScoreはB-となっている。
ベン・ホーキンス役のルーク・エヴァンズがペニスを晒すシーンがあるが、ペニスの部分だけが映されており、本人によるものか、代役によるものなのか分からないと噂を呼んだ。これに対してルークは噂に自ら言及し「さて、映画を見て、あのシーンについて不思議に思った人はいるかな。どのことか分かるだろ」とはツイートしたものの、詳しいことに関しては口を閉ざした。